# 威爾克斯縣 (北卡羅萊納州)
威爾克斯縣（英語：Wilkes County）是美國北卡羅萊納州西北部的一個縣。面積1,968平方公里。根據美國2000年人口普查，共有人口65,632人。縣治威爾克斯伯勒（Wilkesboro）。
成立於1777年11月15日。縣名紀念因為反對英國對美洲殖民地政策被囚的英國國會議員約翰·威爾克斯。